# بويد مارتن
بويد مارتن (بالإنجليزية: Boyd Martin) هو فارس ‏ أمريكي، ولد في 20 أغسطس 1979.

## وصلات خارجية
- بويد مارتن على موقع الاتحاد الدولي للفروسية (الإنجليزية)
- بويد مارتن على موقع FEI (رابط بديل) (الإنجليزية)
- بويد مارتن على موقع أوليمبيديا (الإنجليزية)